# Megophrys major
Megophrys major es una especie de anfibios de la familia Megophryidae.

## Distribución geográfica
Se encuentra en la región indomalaya: noreste del subcontinente Indio, norte de Indochina y sur de China.